# Heliothela coerulealis
Heliothela coerulealis là một loài bướm đêm trong họ Crambidae.